# 우고 이바라
우고 벤하민 "네그로" 이바라(스페인어: Hugo Benjamín "Negro" Ibarra, 1974년 4월 1일, 포르모사 주 엘 콜로라도 ~)는 아르헨티나의 전 축구 선수이자 감독으로 현역 선수 시절 우측 수비수로 활약했다. 그는 가장 최근에 보카 주니어스를 지도했다.
보카 주니어스에서 324번의 경기에 출전해 10골을 기록했고, 15번의 대회를 우승한 이바라는 구단 역사상 최고의 우측 수비수로 평가된다.

## 선수 경력
북부 포르모사 주의 피라네 군 출신인 이바라는 산타 페 주로 이주하여 콜론에서 축구를 시작했다. 그가 프로 무대 신고식을 치를 때인 1993년, 소속 구단은 2부 리그 구단이었으나, 2년 만에 1부 리그로 승격되었다. 그는 활약상으로 보카 주니어스의 관심을 끌어모았고, 이적이 성사되어, 자신의 "집과 같은 구단"에 합류하게 되었다.
보카에서 3년을 성공적으로 보낸 이바라는 유럽 무대로 진출했다. 유럽 국가 여권이 없었던 이바라는 포르투갈의 포르투에서 1년 만에 보카 주니어스로 임대 복귀했다. 포르투는 이후 모나코로, 그 다음 해에는 에스파뇰로 임대를 보냈다.
이바라는 아르헨티나 국가대표팀에서 1999년 코파 아메리카를 비롯해 6경기를 뛰었다. 모나코 시절, 소속 구단은 레알 마드리드와 첼시를 연달아 꺾고 챔피언스리그 결승을 밟았지만, 나중에 그의 원 소속 구단인 포르투와의 결승전에서 0-3으로 완패했다.
2005년 7월, 아르헨티나의 경재난으로 어려운 협상 끝에, 우고 이바라는 보카 주니어스로 복귀했다. 2007년 4월 18일, 그는 아르헨티나 국가대표팀으로 복귀했는데, 칠레와의 친선경기에서 주장 완장을 차고 출전했다.
2010년 9월, 그는 현역 은퇴를 선언했다.

## 감독 경력
2011년 말, 이바라는 보카 주니어스 유소년 아카데미의 총지휘자로 선임되었다. 2015년을 기점으로, 이바라는 보카의 2군 수석 코치로 롤란도 에스키아비 감독을 보좌했다.
2021년, 그는 보카 주니어스의 아마추어 축구 부서와 축구 행정을 겸임하는 직위를 맡기 시작했다. 2021년 8월 17일, 세바스티안 바타글리아 보카의 2군 감독이 1군 감독을 대행하게 되었고, 이바라와 마우리시오 세르나도 2군 감독을 대행했다.
이바라는 2022년 7월에 바타글리아 감독이 경질되면서 1군 대행 감독이 되었다. 11월 29일, 그는 이듬해 시즌의 감독으로 정식 취임했다. 그러나, 그도 2023년 3월 28일에 해임되었다.

## 경력 통계
2023년 3월 25일 기준
| 구단             | 국적       | 취임            | 해임            | 기록 | 기록 | 기록 | 기록 | 기록 | 기록 | 기록 | 기록   |
| 구단             | 국적       | 취임            | 해임            | 전   | 승   | 무   | 패   | 득   | 실   | 차   | 율 (%) |
| ---------------- | ---------- | --------------- | --------------- | ---- | ---- | ---- | ---- | ---- | ---- | ---- | ------ |
| 보카 주니어스 II | 아르헨티나 | 2021년 8월 17일 | 2022년 7월 7일  | 40   | 21   | 12   | 7    | 84   | 46   | +38  | 52.50  |
| 보카 주니어스    | 아르헨티나 | 2022년 7월 8일  | 2023년 3월 28일 | 36   | 20   | 7    | 9    | 44   | 33   | +11  | 55.56  |
| 합계             | 합계       | 합계            | 합계            | 76   | 41   | 19   | 16   | 128  | 79   | +49  | 53.95  |

## 수상

### 선수
보카 주니어스
- 아르헨티나 프리메라 디비시온
  - 아페르투라: 1998, 2005, 2008
  - 클라우수라: 1999, 2006
- 코파 리베르타도레스: 2000, 2001, 2003, 2007
- 인터콘티넨털컵: 2000
- 코파 수다메리카나: 2005
- 레코파 수다메리카나: 2008

모나코
- 챔피언스리그 준우승: 2003–04

포르투
- 수페르타사 칸디두 드 올리베이라: 2001

아르헨티나
- 코파 아메리카 준우승: 2007

### 감독
보카 주니어스
- 아르헨티나 프리메라 디비시온: 2022
- 수페르코파 아르헨티나: 2022